# 奥名春江
奥名 春江（おくな はるえ、1940年11月8日 - 2024年6月15日）は、俳人。

## 人物・来歴
神奈川県生まれ。湯河原町在住。1981年黛執に師事。「春燈」に入会。1986年「晨」に入会。1992年角川俳句賞受賞、1993年「春野」創刊同人。2005年編集長、2015年主宰就任、2021年第4句集『春暁』が第13回文學の森大賞受賞。
2024年6月15日16時54分、脳内出血のため静岡県熱海市の病院で死去。83歳没。

## 著書
- 『沖雲 句集』(邑・現代俳句選集）邑書林, 1994.8
- 『潮の香 句集』本阿弥書店, 2004.1
- 『七曜 句集』KADOKAWA, 2014.2
- 『春暁 奥名春江句集』(ミューズ選書) 文學の森, 2019.9